# Michaela Schießl
Michaela Schießl (* 28. Dezember 1961 in Bremen) ist eine deutsche Journalistin.

## Leben
Schießl studierte Journalistik, Politologie und Sportwissenschaften. Ihre journalistische Laufbahn begann sie 1990 als Sportredakteurin bei der taz; 1993 wechselte sie ins Politikressort. Von 1995 an arbeitete sie für die Wirtschaftsredaktion des Spiegel, drei Jahre später wurde Schießl USA-Korrespondentin in Washington D.C., ab 2001 in San Francisco. Im November 2003 kehrte sie nach Deutschland zurück und leitete das Hauptstadtbüro von Spiegel Online. Von 2004 bis 2006 war sie stellvertretende Leiterin des Ressorts Deutschland II beim Spiegel; seit Juni 2006 arbeitet sie als Reporterin im Wirtschaftsressort.

## Auszeichnungen
2007 gewann sie für ihren Artikel Not für die Welt den Otto-Brenner-Preis für kritischen Journalismus, im Jahr darauf belegte sie beim Helmut-Schmidt-Journalistenpreis mit Steffen Winter und Beat Balzli den 2. Platz für einen Spiegel-Artikel über die Liquiditätskrise bei der Sachsen LB und 2010 bekam sie den Georg von Holtzbrinck Preis für Wirtschaftspublizistik in der Kategorie Print (mit Beat Balzli und Thomas Schulz).

## Veröffentlichungen
- Michaela Schießl: Not für die Welt. In: Der Spiegel. Nr. 19, 2007, S. 122–131 (online – 7. Mai 2007).
- Beat Balzli, Michaela Schießl, Steffen Winter: Casino provincial. In: Der Spiegel. Nr. 28, 2008, S. 80–86 (online – 7. Juli 2008).
- Horand Knaup, Michaela Schiessl, Anne Seith: Die Ware Hunger. In: Der Spiegel. Nr. 35, 2011, S. 74–80 (online – 29. August 2011).
- Michaela Schießl: Verzeih dir. In: Spiegel Job 1/2013. 30. April 2013, abgerufen am 27. April 2019.
- Michaela Schießl: Der Medien-Bauer. In: Der Spiegel. Nr. 11, 2011, S. 68–70 (online – 14. März 2011).